# Gambsheim
Gambsheim település Franciaországban, Bas-Rhin megyében. Lakosainak száma 5263 fő (2022. január 1.). Gambsheim Kilstett, Offendorf, La Wantzenau és Weyersheim községekkel határos.

## Népesség
A település népességének változása:
| Lakosok száma | 4615 | 4726 | 4844 | 4883 | 4956 | 5041 | 5164 | 5213 | 5263 |
|               | 2013 | 2015 | 2016 | 2017 | 2018 | 2019 | 2020 | 2021 | 2022 |